# Стафеев, Виталий Иванович
Вита́лий Ива́нович Стафе́ев (1 января 1929, село Красносельское, Акмолинский округ, Казакская АССР, РСФСР, СССР — 16 февраля 2013, Зеленоград, Москва, Россия) — советский и российский учёный в области физики полупроводниковых приборов, сенсоров, микро- и фотоэлектроники. Заслуженный деятель науки РСФСР (1979); Лауреат Государственной премии СССР в области науки и техники (1982) и (1986), Лауреат Государственной премии РФ в области науки и техники (2000).

## Научная деятельность
В 1952 году окончил физико-математический факультет Казахского государственного университета имени С. М. Кирова.
Получив направление в Физико-технический институт АН СССР (город Ленинград, ныне Санкт-Петербург), он оказался в числе тех, кто закладывал основы физики и техники полупроводниковых приборов в СССР. Здесь он принял участие в разработке и изготовлении первых сильноточных германиевых выпрямителей на токи до 3000 ампер для первой атомной подводной лодки. Эти работы, за участие в которых он получил свою первую правительственную награду, заложили основы силовой полупроводниковой электроники в СССР. 
В 1955—1958 годах Виталий Иванович проводил широкий комплекс исследований свойств германия, легированного различными примесями, открывает новые механизмы действия полупроводниковых приборов (1958), основанные на использовании активного взаимодействия между переходами, инжектирующими неравновесные носители заряда, и областью базы полупроводниковой структуры. В 1959 году он защищает кандидатскую диссертацию «Новые принципы действия полупроводниковых приборов» в ФТИ АН СССР. Присутствовавший на защите академик А. Ф. Иоффе в своём выступлении высоко оценил представленную работу и поздравил институт с «рождением советского Шокли». В 1961 году В. И. Стафеев защищает докторскую диссертацию в Физическом институте АН СССР (Москва). Тогда же он начинает свою педагогическую деятельность в качестве профессора Ленинградского политехнического института (1962—1964).
В июне 1964 года В. И. Стафеев становится первым директором и организатором созданного в составе Научного центра микроэлектроники города Зеленограда Научно-исследовательского института физических проблем (НИИФП, Зеленоград). Этот институт предназначался для проведения перспективных исследований и разработок в области новых принципов получения и обработки информации, перспективных технологий микроэлектроники, новых микроэлектронных схем и устройств с использованием новейших достижений науки и техники. Предполагалось, что НИИФП будет иметь полную свободу в выборе тематики и приобретении необходимого научного и технологического оборудования.
К этому времени (середина XX века) твердотельная микроэлектроника интенсивно развивалась в США. Используя открытие Роберта Нойса, создавшего первую кремниевую интегральную схему в 1959 году, фирма Fairchild Semiconductor в 1963 году выпустила монолитный операционный усилитель (ОУ) μA702, а в конце 1965 года ОУ μA709. В 1967 году компания National Semiconductor выпустила улучшенный интегральный ОУ LM101.
Виталий Иванович был осведомлён об этих достижениях. Он одним из первых понял, что этот путь микроминиатюризации средств обработки информации может быть существенно обогащён развитием функциональной электроники, в частности приборов с объёмной связью. Кроме того, ему уже в то время было ясно, что возможность автоматизации на базе достижений микроэлектроники уже в ближайшей перспективе будет зависеть от степени развития сенсоров неэлектрических величин.
Поэтому в качестве основных научных направлений исследований НИИФП в области полупроводниковой электроники были выбраны:
- поиск новых технологических методов создания микроэлектронных приборов;
- развитие новых принципов построения и функционирования микроэлектронных схем и устройств, в том числе с использованием явлений в биологических объектах;
- развитие физики и техники полупроводниковых сенсоров.

В период с 1964 по 1969 год В. И. Стафееву удалось сформировать полноценный исследовательский институт мирового уровня. Описывая атмосферу НИИФП того времени, академик РАН Р. А. Сурис, работавший там в те годы, пишет, что «В НИИФП царила свойственная Ленинградскому Физтеху атмосфера глубокого поиска».
Начиная с 1964 года, под непосредственным руководством В. И. Стафеева, получило развитие оригинальное направление исследований объёмной плазменной связи между полупроводниковыми структурами. На стыке физики полупроводников, вычислительной техники и нейрофизиологии были созданы твердотельные аналоги нейронов, разработаны схемотехника и принципы построения логических устройств и вычислительных систем на их основе. Продолжились, начатые ещё в Ленинграде, исследования электрофизических свойств молекулярных плёнок (плёнок Лэнгмюра), которые убедительно доказали перспективность их использования для создания элементов микроэлектроники. Исследовались электрофизические свойства жидких кристаллов. Были проведены важные теоретические и экспериментальные исследования процессов инжекционного усиления в структурах с p-n-переходами, на основе которых возник новый класс фотоприёмников — инжекционные фотодиоды. Проведены важные исследования приборов с отрицательным дифференциальным сопротивлением. Продолжили свое развитие магниточувствительные сенсоры, предложенные В. И. Стафеевым ещё во время его работы в ФТИ АН СССР.
Являясь председателем специально созданного Межведомственного координационного совета по микроэлектронике (МКСМ) и секции «Микроэлектроника» в Научном совете по полупроводникам при Президиуме АН СССР (председатель — академик А. Ф. Иоффе), Виталий Иванович проделал огромную работу в масштабах всей страны по координации усилий коллективов, работающих по полупроводниковой тематике. Он организует издание научно-технического сборника «Микроэлектроника», который начинает выходить под редакцией Ф. В. Лукина, участвует в организации журнала «Микроэлектроника», участвует в работе экспертного совета Комитета по Ленинским и Государственным премиям СССР. В 1966 году В. И. Стафеев организует кафедру «Микроэлектроники» на факультете физической и квантовой электроники в Московском физико-техническом институте, которой заведует до 1970 года.
Постепенное изменение научно-технической политики руководства электронной промышленностью, поставившего во главу угла воспроизведение изделий, производимых в США, привела к сворачиванию новых оригинальных разработок. Летом 1969 года В. И. Стафеев обратился к министру МЭП СССР с просьбой об освобождении его от должности директора НИИФП и перешел на работу в научно-исследовательский институт прикладной физики (ныне «НПО ОРИОН») на должность начальника отдела.
С 1969 года научная и организационная деятельность В. И. Стафеева стала неразрывна с исследованиями и разработкой полупроводниковых приборов для оснащения оптико-электронных систем и комплексов в интересах науки, промышленности, обороны и безопасности, космической и других отраслей. 
В период с 1972 по 1996 год под руководством В. И. Стафеева ведётся разработка и исследование фотоприёмников ультрафиолетового диапазона на основе соединений А3В5 для систем астрокоррекции, фотолитографии и для других применений. Эти фотоприёмники использовались при исследовании Венеры, Марса и комет Солнечной системы. Были разработаны фотоприёмники на спектральный диапазон до 24 мкм на основе кремния, легированного бором, для аппаратуры, используемой в условиях низкофонового космического пространства.
Работая в НИИПФ, Виталий Иванович продолжил исследования эффектов сильного поля в полупроводниках, которые он начал ещё в 1962 году в Ленинграде. Их результаты позволили создать сверхбыстродействующие модуляторы инфракрасного излучения, открыть инверсионную заселенность примесных уровней в сильных электрических полях и создать лазеры субмиллиметрового диапазона. 
На протяжении 30 лет (1970—2000) большое внимание Виталий Иванович уделял исследованию, разработке и организации производства монокристаллов и эпитаксиальных слоев нового полупроводникового материала — теллурид кадмия-ртути (КРТ), фотоприёмников и фотоприёмных устройств инфракрасного (3-5 и 8-12 мкм) диапазона на его основе для систем теплопеленгации, тепловидения и других применений оборонного и гражданского назначения.
В результате исследований, проведённых в (1971—1975) годах, в КРТ было открыто «примесное» полуметаллическое состояние. За эти работы Стафеев В. И. был удостоен звания Лауреата Государственной премии СССР 1982 года.
В 2000 году Виталий Иванович вместе со своими учениками (Бовина Л. А., Болтарь К. О., Климанов Е. А., Пономаренко В. П., Соляков В. Н.) был удостоен Государственной премии Российской Федерации за работу «Твёрдые растворы теллуридов кадмия-ртути и фотодиоды на их основе для инфракрасной техники нового поколения».
Ж. И. Алфёров говорил, что для того, чтобы прославиться, Виталию Ивановичу можно было бы ограничиться лишь его работами по КРТ.
В 1974 году в НИИПФ было экспериментально подтверждено предсказанное В. И. Стафеевым в 1960 году новое термоэлектрическое явление — перенос тепла инжектированными носителями в полупроводниковых структурах с p-n-переходом. Использование этого явление позволяет создать новый класс эффективных термоэлектрических охладителей. Это открытие высоко ценил Ж. И. Алфёров, который называл Виталия Ивановича «Звездой Физтеха».
В период работы в НИИПФ В. И. Стафеев продолжил активную организационную работу. В качестве заместителя председателя секции «Узкозонные полупроводники» научного совета при Президиуме АН СССР по проблеме «Физика полупроводников» (1970—1997 годы) он организовывает многочисленные Всесоюзные конференции, семинары и симпозиумы по этой проблеме, принимает активное участие в создании филиала НИИПФ в г. Баку. Эти симпозиумы и семинары, проводимые в разных регионах страны, существенно помогли формированию новых научных коллективов в России и странах ближнего зарубежья.
Наряду с этим Виталий Иванович продолжает свою работу в качестве члена экспертного совета Высшей Аттестационной Комиссии, члена редакционной коллегии журналов АН СССР «Физика и техника полупроводников» и «Радиотехника и электроника», главного редактора 22-й серии журнала «Вопросы оборонной техники».
Круг интересов Виталия Ивановича был чрезвычайно широк и никогда не ограничивался его рабочими обязанностями. На протяжении всей жизни он щедро делился своими идеями с многочисленными учениками и единомышленниками и старался оказать им всемерную поддержку. Несмотря на огромную нагрузку, которую он нёс, будучи начальником отделения, а впоследствии главным конструктором направления НИИПФ, и профессором кафедры физической электроники МФТИ, он курировал самые разнообразные исследования, которые были им ранее инициированы и продолжали его интересовать.
Прежде всего В. И. Стафеева интересовало развитие полупроводниковых датчиков. В течение ряда лет он инициирует проведение Всесоюзных симпозиумов «Полупроводниковые магниточувствительные элементы и их применение». Эти симпозиумы позволили значительно расширить исследования в данной области. Часть достижений этого направления была отмечена Государственной премией СССР 1986 года в области науки и техники за «Исследование физических основ, разработку и организацию серийного производства полупроводниковых магнитоуправляемых приборов». 
Среди далеко не полного перечня организаций, с которыми активно сотрудничал Виталий Иванович, можно отметить МИЭТ (профессор Мурыгин В. И.), Одесский национальный университет и Одесская национальная академия связи (профессор И. М. Викулин), Ленинградский политехнический институт (профессор Л. Е. Воробьёв), Северо-Западный политехнический институт (профессор Комаровских К. Ф.), Физико-технический институт АН РК (профессор Карапатницкий И. А.), ПО «ПОЗИСТОР» (начальник одела, к.ф.-м.н. Егиазарян Г. А.), Физфак МГУ (профессор Брандт Н. Б.), Томский государственный университет (профессор Войцеховский А. В.). Именно в НИИПФ и этих организациях получил свое дальнейшее развитие новый класс высокоэффективных фотоприёмников — инжекционные фотодиоды, были исследованы возможности использования «длинных» диодов в качестве дозиметров быстрых нейтронов и датчиков механического давления и, проведены фундаментальные исследования свойств КРТ.
Виталий Иванович всегда щедро делился своими идеями и предсказаниями перспективных направлений исследований со своими коллегами и учениками. Впоследствии, многие из них увенчались большим успехом и получили высокую оценку. Так, работы, начатые совместно с физическим факультетом МГУ имени М. В. Ломоносова в 1970-х годах, были удостоены Государственной премии СССР в 1982 году. За цикл работ, начатых по инициативе Виталия Ивановича, «Инвертированные распределения горячих носителей заряда и генерация стимулированного излучения в полупроводниках в миллиметровом, субмиллиметровом и дальнем инфракрасном диапазонах» (1966—1985) Л. Е. Воробьёв был отмечен Государственной премией СССР (1987). Исследования учеников В. И. Стафеева д.ф.-м.н., профессора И. А. Карапатницкого и к.ф.-м.н.., с.н.с. Д. М. Мухамедшиной были удостоены Государственной премии Республики Казахстан в области науки и техники 2001 года. Государственной премии Украины в области науки и техники 2009 года был отмечен вклад И. М. Викулина и Ш. Д. Курмашева в «Разработку высокоэффективных микро-, нанотехнологий оптоэлектроники и коммуникационных систем на их основе».
Научным увлечением В. И. Стафеева с 1966 года до конца жизни были явления в области фазовых переходов материалов, в первую очередь воды. Ему удалось показать существование элементарного размера заряженных структурных зародышей в конденсированных средах, названных им фазонами, предсказать и исследовать определяемые ими термоэлектрические, электрогравитационные и других явления.
Была создана одна из самых крупных научных школ СССР и России, насчитывающая 28 докторов и более 70 кандидатов наук. Среди его учеников есть лауреаты Государственных премий СССР и других стран бывшего Советского Союза, которые успешно работают во многих городах России и СНГ.
Он автор или соавтор 12 монографий, более 700 научных статей, изобретений и патентов. Многие из результатов его исследований вошли в отечественные и зарубежные монографии и учебники.

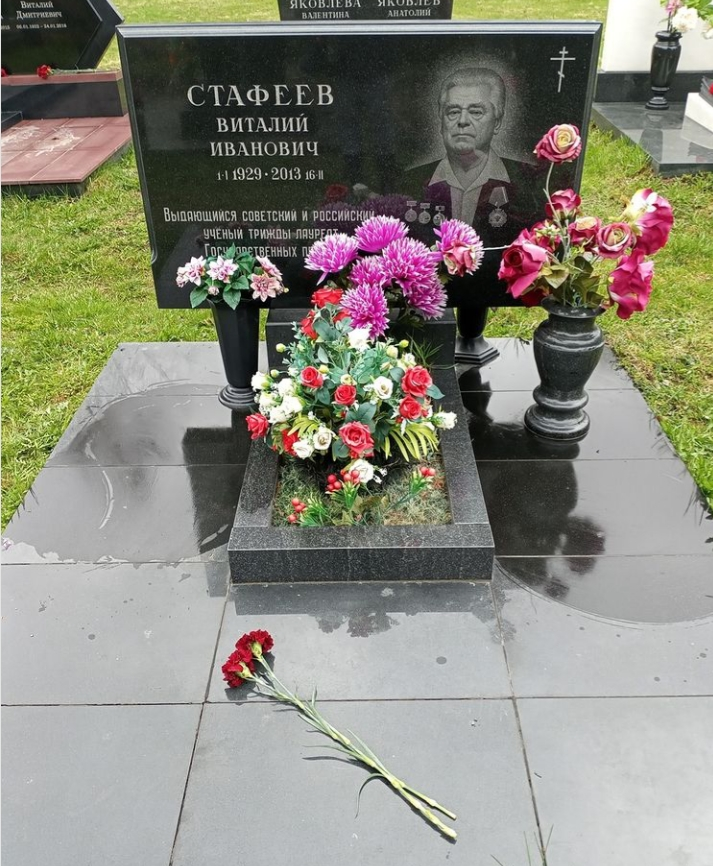
Могила Виталия Ивановича Стафеева на Центральном кладбище Зеленограда

Виталий Иванович Стафеев скончался на 85-м году жизни 16 февраля 2013 года, похоронен на Центральном Зеленоградском кладбище.

## Основные научные направления и результаты
Комплекс исследований легированного примесями германия в широком интервале температур, электрических и магнитных полей.
Обнаружение и объяснение высокой фоточувствительности и отрицательного дифференциального сопротивления в полупроводниковых структурах (1955—1961).
Открытие нового механизма действия полупроводниковых приборов (1958) и разработка новых полупроводниковых приборов (1958—1970): инжекционные фотодиоды и инжекционные фототранзисторы — фотоприёмники с внутренним усилением фотосигнала и с высокой фоточувствительностью в широкой области спектра; S-диоды − полупроводниковые структуры с отрицательным дифференциальным сопротивлением; высокочувствительные сенсоры магнитного поля — магнитодиоды и магнитотранзисторы.
Предсказание (1960), экспериментальное подтверждение и исследование (1974) нового термоэлектрического явления — перенос тепла инжектированными носителями в полупроводниковых структурах с p-n-переходом и создание на его основе нового класса термоэлектрических охладителей, в том числе на основе КРТ.
Комплекс исследований эффектов сильного поля в полупроводниках (1962÷1994), позволивших создать сверхбыстродействующие модуляторы ИК-излучения на эффекте разогрева электронно-дырочного газа (1972), обнаружение инверсной заселенности примесных уровней в германии в сильных электрических полях (1971), приведшее к созданию лазеров субмиллиметрового диапазона спектра (1973—1980).
Комплекс исследований объёмной плазменной связи между полупроводниковыми диодными структурами (1964—1982), создание полупроводниковых аналогов нейронов, разработка полного комплекта «нейротранзисторных» логических модулей, разработка схемо- и системотехники логических устройств на их основе.
Комплекс исследований электрофизических свойств молекулярных плёнок (плёнок Лэнгмюра) (1962—1983) и жидких кристаллов.
Комплекс исследований электрических, термоэлектрических, электрогравитационных и других физических явлений на границе формирующихся фаз (1966—2013).
Разработка и исследование фотоприёмников ультрафиолетового диапазона на основе соединений А3В5 для систем астрокоррекции, фотолитографии и для других применений. Данные фотоприёмники также использовались при исследовании Венеры, Марса и комет Солнечной системы (1972—1996).
Разработка фотоприёмники на спектральный диапазон до 24 мкм на основе кремния, легированного бором, для аппаратуры, используемой в условиях низкофонового космического пространства.
Открытие и исследование нового класса материалов — бесщелевые полупроводники. Открытие «примесного» полуметаллического состояния в полупроводниках (1971—1975).
Разработка, исследование и организация производства монокристаллов и эпитаксиальных слоёв нового полупроводникового материала — теллурид кадмия-ртути, фотоприёмников и фотоприёмных устройств инфракрасного диапазона на его основе для систем теплопеленгации, тепловидения и других применений оборонного и гражданского назначения (1970—2000).

## Награды и звания
- Медаль «За трудовую доблесть» за первую атомную подводную лодку (1959)
- Медаль «За доблестный труд» в ознаменование 100-летия со дня рождения В. И. Ленина (1970)
- Орден Почёта (2004)

### Прочие награды и звания
- Действительный член Академии технологических наук (1991)
- Почётный работник промышленности вооружений (2004)
- Действительный член Академии военных наук (2006)
- Почётный работник науки и техники (2008)
- Почётный член Академии естественных наук (2009)
- Почётный доктор ФГУП НПО «Орион» (2009)
- Заслуженный профессор Московского физико-технического института (2009)
- Заслуженный доктор Санкт-Петербургской Технологической академии (ранее ЛПИ) (2009)
- Медаль имени А. А. Лебедева — «За выдающиеся достижения в области прикладной физической оптики»

### Почётные звания
- Почётное звание «Заслуженный деятель науки РСФСР» (1979) — за заслуги в разработке приоритетных направлений науки и техники, создании научной школы, воспитании и подготовке научных кадров
- Лауреат Государственной премии СССР 1982 года в области науки и техники «За цикл работ по предсказанию, обнаружению и исследованию бесщелевых полупроводников и экситонных фаз»
- Лауреат Государственной премии СССР 1986 года в области науки и техники за «Исследование физических основ, разработку и организацию серийного производства полупроводниковых магнитоуправляемых приборов»
- Лауреат Государственной премии Российской Федерации 2000 года в области науки и техники за работу «Твердые растворы теллуридов кадмия-ртути и фотодиоды на их основе для инфракрасной техники нового поколения»